# Данило Каталди
Данило Каталди (на италиански: Danilo Cataldi; роден на 6 август 1994 г. в Рим) е италиански футболист, играе като полузащитник, и се състезава за италианския Фиорентина.

## Клубна кариера
Роден в столицата на Италия град Рим, Каталди е продукт на школата на местния гранд Лацио. През сезон 2013/14 е пратен под наем в отбора от Серия Б Кротоне, където е основен играч и записва 35 мача, в които отбелязва четири гола.
През сезон 2014/15 се завръща в Лацио и е част от първия отбор на клуба. Дебюта си за първия тим прави на 18 януари 2015 година при загубата с 0-1 от Наполи на Стадио Олимпико.
Първия си гол за Лацио отбелязва на 21 август 2016 година при победата с 4-3 при гостуването си на Аталанта.

## Национален отбор
Каталди е част от националните отбори на Италия до 18, до 19 и до 20 години.
На 5 март 2014 година прави своя дебют за Националния отбор на Италия до 21 години в квалификация срещу връстниците си от Северна Ирландия. Повикан е в състава на Италия до 21 години за Европейското първенство до 21 години през 2015 година в Чехия.